# Daniel Gamper Sachse
Daniel Gamper Sachse (Barcelona, 11 de desembre de 1969) és professor de Filosofia moral i política a la Universitat Autònoma de Barcelona. Ha concentrat la seva recerca en l'àmbit de la filosofia política, en concret en teories de la democràcia, la política i la religió. Ha publicat nombrosos articles sobre el paper de les religions a les societats democràtiques, els límits del liberalisme i el concepte de tolerància. Va editar el llibre La fe en la ciudad secular (Trotta), i és autor de Laicidad europea. Apuntes de filosofía política postsecular (Edicions Bellaterra), i ha traduït obres d'autors com Nietzsche, Scheler o Habermas. Col·labora periòdicament en mitjans de premsa escrita com els diaris Ara o La Vanguardia. En col·laboració amb el Centre de Cultura Contemporània de Barcelona (CCCB), ha participat en diversos actes i debats i ha publicat entrevistes a autors com Zygmunt Bauman, John Gray o Michael Walzer per a la col·lecció «Dixit» (editorial Katz i CCCB). El 2019 va ser guardonat amb el Premio Anagrama de Ensayo per Las mejores palabras. De la libre expresión. El 2024 publica De qué te ríes. Beneficios y estragos de la broma.